# Rorippa astyla
Rorippa astyla är en korsblommig växtart som först beskrevs av Heinrich Gottlieb Ludwig Reichenbach, och fick sitt nu gällande namn av Heinrich Gottlieb Ludwig Reichenbach. Rorippa astyla ingår i släktet fränen, och familjen korsblommiga växter. Inga underarter finns listade i Catalogue of Life.